# Teriyaki
Teriyaki (en japonès 照り焼き, o també テリヤキ) és un plat de la cuina japonesa elaborat a base de carn o peix, en què els ingredients es deixen marinar en una salsa feta amb shôyu, mirin i gingebre. Posteriorment, es rosteixen i es caramel·litzen amb la mateixa salsa a la qual s'ha afegit sucre i sake.